# XBill

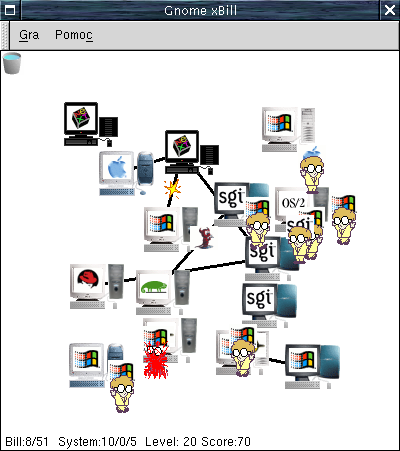
Gnome XBill

XBillは、X Window System上で動作するオープンソースのコンピューターゲームである。最初のバージョンは1994年に Brian Wellington と Matias Duarte によって開発された。 ”Wingdows（ウイングドウズ）”をインストールしようとする"ビル"からコンピュータを死守するゲームで、マイクロソフト及びWindowsに対するパロディーとなっている。
ゲームの内容や操作方法はいたって簡単である。ゲームの画面にはLinux、Mac OS、Solaris、NeXTなどがインストールされた複数のコンピュータが置かれている。ゲームがスタートすると四方八方から、「あの人」そっくりの"ビル”が”Wingdows”をインストールしようとやってくるので、これをカーソルでクリックすることにより「叩き潰し」、インストールを阻止する。無事コンピュータにたどり着いたビルは、（ゲーム内の）コンピュータに接続されたディスプレイに表示されているOSのロゴを取り外し、Wingdowsのロゴに取り替えることで、インストールを完遂する。外されたロゴはビルが画面外へと持ち去るが、この途中にビルを潰してロゴを奪還し、もとのパソコンに再インストールすることも可能である。レベルが上がるにつれ猛攻を仕掛けてくるビルの数が増える上、守るべきコンピュータの台数も増え、更にはネットワークで互いに影響し合うようになるため、インストールの阻止も難しくなる。

## 脚註
1. ↑  XBill Project. “XBill” (英語). 2013年5月18日閲覧。